# (Do the) Mashed Potatoes
"(Do the) Mashed Potatoes" é uma canção rhythm and blues instrumental. Foi gravada por James Brown com sua banda em 1959 e lançada em single de duas partes em 1960. Por razões contratuais a gravação foi creditada à "Nat Kendrick and The Swans".

## Circunstâncias da gravação
A gravação de "(Do the) Mashed Potatoes" surgiu do sucesso de James Brown em usar o chamado Mashed Potato como parte de suas apresentações nos palcos. Brown queria gravar um tema instrumental de Mashed Potatoes com sua banda no sentido de capitalizar a popularidade da dança. Entretanto, o chefe da King Records, Syd Nathan, um crítico frequente das sugestões de Brown, não o permitiu. (O primeiro instrumental gravado por Brown e suas banda, com o título "Doodle Bee" e creditado ao saxofonista tenor de Brown, J.C. Davis, não vendeu bem quando foi lançado no selo parente da King, a Federal Records). Brown se aproximou de Henry Stone, um amigo no mundo da música que controlava a gravadora Dade Records, falando sobre gravar a canção com ele. Stone, embora nervoso em cruzar o caminho de Nathan (com quem ele tinha negócios), fez um arranjo para que Brown gravasse em um estúdio de Miami.
"(Do The) Mashed Potatoes" foi gravado com Brown tocando piano e dando gritos com o título da canção. Para evitar que a voz de Brown fosse reconhecida, Stone usou overdub com gritos de Carlton "King" Coleman, um DJ de uma rádio local, por cima da gravação, embora a voz de Brown permaneça audível no fundo. A liderança da banda é creditada oficialmente à Nat Kendrick, que era o baterista de Brown na época, enquanto o créditos da letra estejam em nome de "Dessie Rozier", um pseudônimo de Brown.  "(Do the) Mashed Potatoes" é um simples blues de doze compassos, mas se tornaria um Top Ten na parada R&B em 1960 e alimentou o eventual crescimento nacional da famosa dança. A banda gravou diversos outros singles sob o nome de Kendrick & the Swans, incluindo "Dish Rag", "Slow Down" e "Wobble Wobble", mas nenhum deles com sucesso. Eventualmente alertado do sucesso de Brown fora de seu selo, Syd Nathan cedeu e permitiu que ele lançasse futuros instrumentais pela King, começando pelo single de 1961 "Hold It" b/w "The Scratch".
James Brown teve um segundo sucesso com o tema da dança do Mashed Potatoes com "Mashed Potatoes U.S.A." em 1962.

## Músicos
"Nat Kendrick & The Swans":
- Carlton "King" Coleman - vocal
- Alfred Corley - saxofone alto
- J.C. Davis - saxofone tenor
- James Brown - piano, vocais (gritos)
- Bobby Roach - guitarra
- Bernard Odum - baixo
- Nat Kendrick - bateria

## Paradas
| Parada (1960)           | Pico |
| ----------------------- | ---- |
| Billboard Hot 100       | 84   |
| Billboard Hot R&B Sides | 8    |

## Outras versões
Brown gravou um remake de "(Do the) Mashed Potatoes" para seu álbum de 1980 Soul Syndrome.
O grupo britânico de beat The Undertakers gravou uma versão cover de "(Do the) Mashed Potatoes" em 1963.
The Kingsmen fizeram sua versão cover da canção no álbum de 1964 The Kingsmen In Person.